# Santiago Lope Gonzalo
Santiago Lope Gonzalo (Ezcaray, La Rioja, 23 mei 1871 – Burjasot, Valencia, 25 september 1906) was een Spaans componist en dirigent. 

## Levensloop
In zijn geboorteplaats kreeg hij van de organist van de parochiekerk Ángel Miguel Lope les in solfège en piano. Op 6-jarige leeftijd werd hij lid van de plaatselijke banda en speelde fluit. Een dirigent van een Spaanse militaire kapel, die op bezoek was in Escaray, gaf het advies en de aanbeveling aan het Real Conservatorio Superior de Música de Madrid te studeren. En zo kwam het dat hij daar viool bij Jesús Monasterio en harmonie en compositie bij Pascual Emilio Arrieta y Corera gestudeerd heeft.
Op 15-jarige leeftijd werd hij lid van het Orquesta del Teatro Apolo en van de Sociedad Artístico Musical de Madrid, die door Tomás Bretón Hernández gedirigeerd werd. Vijf jaar later werd hij dirigent van het Teatro Romea te Madrid. Dat was ook de periode waarin hij begon te componeren: Las aguas buenas en Los sobrinitos.
In 1902 vertrok hij naar Valencia en werd dirigent van het Orquesta del Teatro Ruzafa. In 1903 was hij de eerste dirigent van de Banda Municipal de Valencia. Op het eerste concert van deze banda in de La Plaza de Toros op 8 december 1903 werden naast bekende liederen uit de regio ook het "L'Entra de la Murta" van Salvador Giner y Vidal en een paso-doble Valencia van de dirigent uitgevoerd. Met dit beroepsharmonieorkest won hij in 1905 een 1e prijs op het Concurso Internacional de Bandas de Música en Bilbao. 
In juni 1905 schreef de pers heel positief over Lope en werd hem gevraagd een paso-doble voor een speciale corrida in de Plaza de Toros te componeren. Voor vier overbekende Matadores schreef hij een paso-doble: Angelillo voor Ángel González Mazón, Dauder voor Agustín Dauder Borrás, Gallito voor Fernando Gómez Ortega en Vito voor Manuel Pérez Gómez. Het werk Gallito is heel bekend gebleven en behoort tot nu tot het repertoire van vele banda's. 
Hij schreef tussen 1891 en 1906 rond 15 zarzuela's en andere werken. In 1958 werd een stichting opgericht, die zijn naam draagt en studiebeurzen voor muziekstudenten van het Conservatorio Superior de Música "Joaquin Rodrigo" de Valencia steunt.

## Composities

### Werken voor banda (harmonieorkest)
- 1903 Valencia, paso-doble[1]
- 1905 Angelillo, paso-doble
- 1905 Dauder, paso-doble[2]
- 1905 Gallito, paso-doble[3]
- 1905 Vito, paso-doble[4]
- Capricho Sinfónico
- Gerona, paso-doble[5]
- Triana, paso-doble

### Muziektheater

#### Zarzuelas
| Voltooid in | titel               | aktes            | première | libretto                                          |
| ----------- | ------------------- | ---------------- | -------- | ------------------------------------------------- |
| 1897        | Los Botijistas      | 1 akte, 3 scenes |          | Antonio Casero y Barranco en Alejandro Larrubiera |
| 1898        | Las aguas buenas    | 1 akte           |          | Calixto Navarro                                   |
| 1900        | Los sobrinitos      | 1 akte           |          | Manuel Soriano en Luis Falcato                    |
| 1902        | La Hija del Bosque  | 1 akte           |          | Mario Arozena                                     |
| 1902        | La Virgen de la Luz | 1 akte           |          | Antonio Paso en Diego Jiménez-Prieto              |

## Publicaties
- Vicente Vidal Corella: El maestro Santiago Lope, director y compositor de música. Valencia. Conservatorio Superior de Música, 1979. 58 p.